# Jo Vossenkuhl
Josef „Jo“ Vossenkuhl (* vor 1970) ist ein deutscher Schauspieler, Synchronsprecher und Theaterregisseur.

## Leben
Nach seiner Ausbildung zum Schauspieler am Zinner-Studio in München (1988–1991) spielte er am Theater der Jugend, München (Spaß und Elend im 3. Zimmer, Regie: Ralf-Günter Krolkiewicz), sowie in Produktionen der Hochschule für Musik und Theater München in Produktionen wie Der Jäger vom Fall (Regie: Tilmann Knabe), Worte Gottes (Regie: Susanne Knierim) u. a. Er spielte an Münchner Off Theatern wie dem Theater im Fuchsbau (Loriot, Schau mir in den Schädel Kleines – eine Morgenstern Revue, Regie: Beles Adam) oder im Theater am Karlshof (Bengalische Rolle u. a.).
Anfang der 1990er arbeitete er für die in Starnberg ansässige Filmfirma Satellit Film, die das Produzenten-, Regie und Autorenteam Kabay, Peteny und Imre Gyöngyössi umfasste. Er sprach u. a. mit im 4 Teiler „Johnny der Glückspilz“ (4 Teile – ZDF – Regie Hans Kratzert) und war beim Projekt „Suche nach Heimat“ beteiligt, der mit ungarisch-tschechischer-georgischer und deutscher Zusammenarbeit in der GUS gedreht wurde (offizieller Titel: „50 Jahre Schweigen. Deutsche in der UdSSR“ – 1992).
Ab 1995 arbeitete Vossenkuhl auch für Heinrich Tichawsky für dessen Topas Film GmbH in München. Tichawsky war Kameramann, eines der Gründungsmitglieder des Oberhausener Manifests und das Auge des Autorenfilmteams Strobel/Tichawsky (u. a. „Notabene Mezzogiorno“, „Ehescheidung“, u. v. a.)
Einige kleine Auftritte im Bereich Film folgten in Rainer Matsutanis Klinik des Grauens und in Klaus Emmerichs Morlock – König Midas. Jo Vossenkuhl übernahm zahlreiche Synchronrollen und ist als Sprecher u. a. für NBC Biography und History, ServusTV, SAT 1, PRO 7, N24 tätig.
1996 gründete er die Münchener Theatertruppe Inflagranti & Barrel, die er als Autor und Regisseur leitet. Er inszeniert als Regisseur eigene Stücke (DADA ist RAVE, Wittgensteins Horrortrip, Schleice, Inside – Outside: im Schatten der Zeit, Antiopera u. a.) und Werke von Autoren wie Heiner Müller (Die Hamletmaschine), William Shakespeare (Was ihr wollt) oder Anton Tschechows (Der Bär, Der Heiratsantrag). 2006 adaptiert Jo Vossenkuhl Der gestiefelte Kater als Jugendstück frei nach Ludwig Tieck: Katman mit Norman Sonnleitner und Michèle Tichawsky in den Hauptrollen. Für die HALLE 7 inszenierte er 2007 Valère Novarinas „Brief an die Schauspieler“.
Vossenkuhl ist Mitbegründer des whiteBOX e. V. und dessen Kurator für darstellende Kunst. Außerdem spricht er den Sniper in Team Fortress 2.

## Hörbücher (Auswahl)
- 2021: Steffen Jacobsen: Schach mit dem Tod, Random House Audio, ISBN 978-3-8371-5523-5 (Hörbuch-Download)
- 2022: Belinda Bauer: Keiner stirbt allein (Audible)